# فاكرة

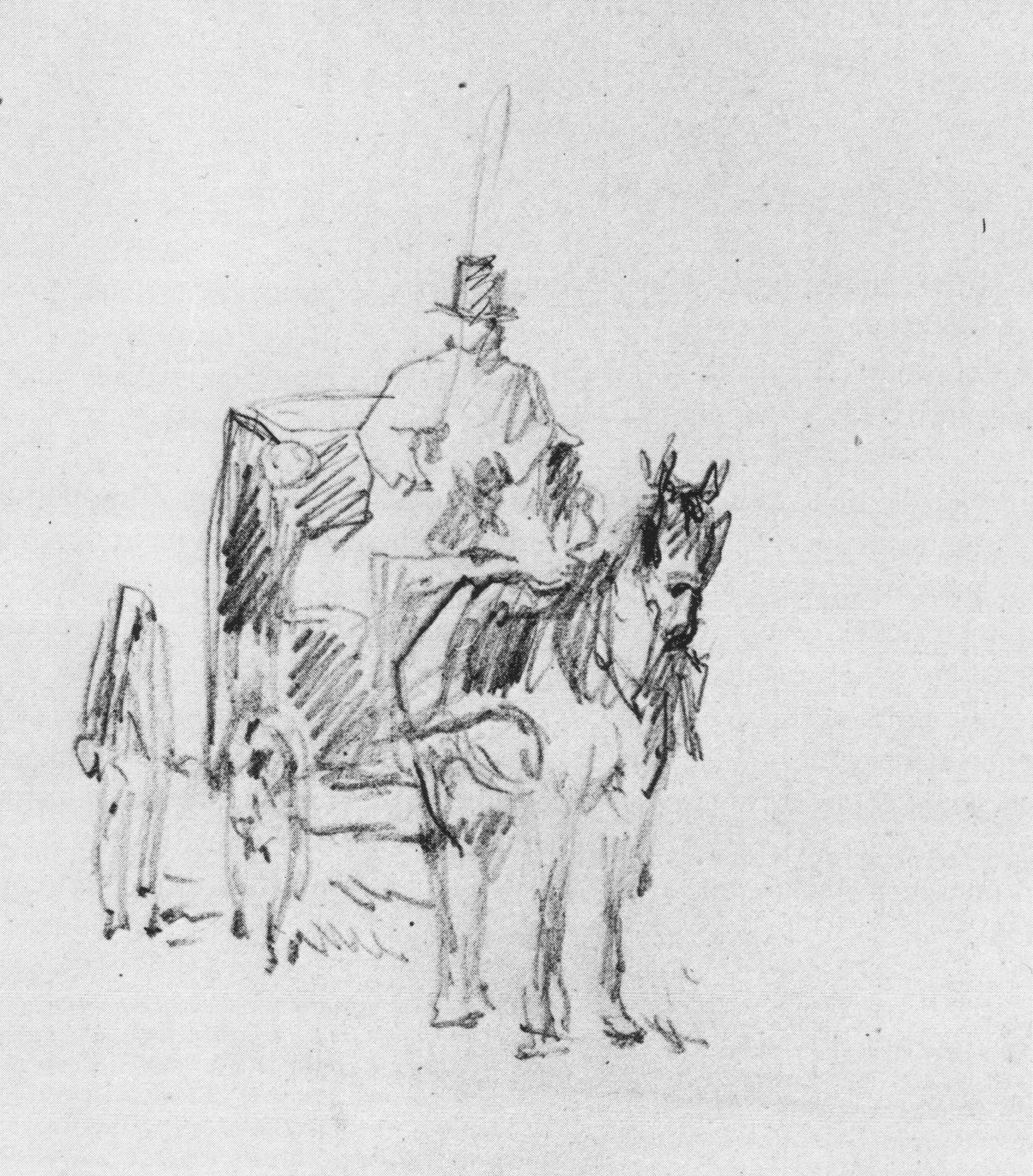
بريشة إدوَرد مانيه (1878)

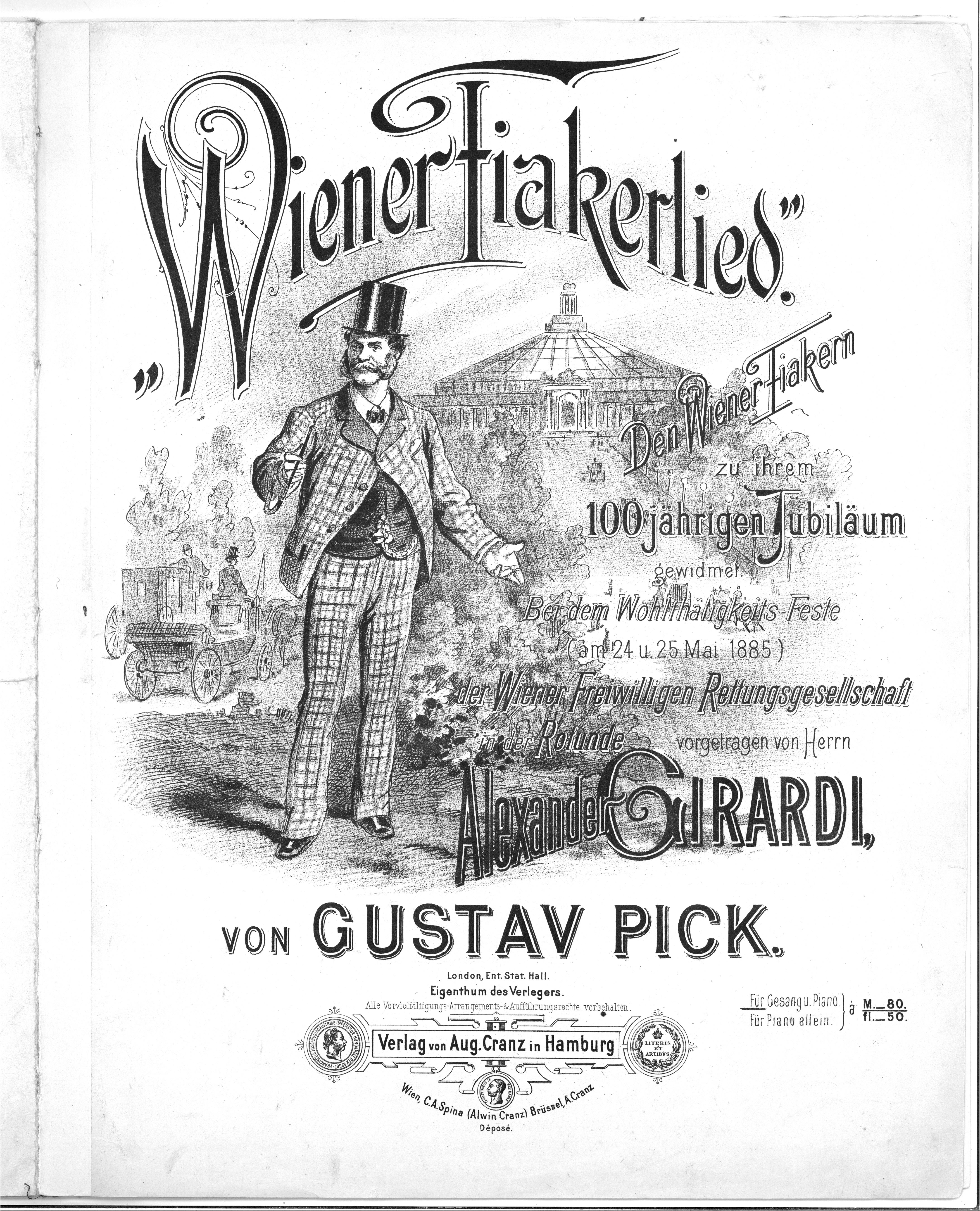

الفَاكِرة عربة أجرة صغيرة ذات أربع عجلات تجرها الخيول.